# Anguillette
Anguillette est un conte de fées en prose d'Henriette-Julie de Castelnau de Murat publié en janvier 1698 dans le recueil Contes de Fées pendant la grande mode du conte « à la française » qui se développe au début de la décennie 1690.

## Personnages
Le Couple héroïque : La princesse Hébé, le prince Atimir.
Les Opposants : La princesse Ilérie.
Les Adjuvants : La fée Anguillette.

## Argument
Ce fut pour avoir sauvé une exquise anguille du festin royal auquel elle était promise qu'une princesse se trouva récompensée. En effet, ce poisson singulier n'était autre que la métamorphose irrépressible et endémique de la fée Anguillette, qui promit à la jeune fille, en échange de sa bienveillance, ce qu'elle souhaiterait entre la beauté, l'esprit et les richesses.
La princesse choisit, après réflexion, de demander de l'esprit. Sensible à cette sagesse, la fée lui offrit la beauté en plus : c'est alors à Hébé, l'élégante et rayonnante déesse de la jeunesse, que souhaita ressembler la princesse. Enfin, la fée la combla de ses bienfaits en lui accordant la richesse. Mais malgré tous ces présents fortuits, la jeune princesse, que l'on appelait désormais Hébé, ressentit une certaine langueur l'envahir, et elle décida de s'éloigner de la cour. Le manque d'amour l'accablait. La fée satisfit encore cette aspiration, mais lui révéla que son pouvoir s'arrêtait là, et qu'elle ne pourrait faire cesser cette passion pernicieuse.
De retour à la cour, Hébé ne tarda pas à s'amouracher d'un prince étranger, nommé Atimir, en visite chez le roi. Également conquis, le prince révéla son rang et son amour au roi et à la reine, qui consentirent à l'hyménée avec leur fille. Mais un jour, Atimir entendit les plaintes de la sœur aînée d'Hébé, Ilérie, dont le cœur, déchiré par un transport jaloux, n'avait pas oublié qu'il l'avait d'abord trouvée la plus accorte des femmes, avant qu'Hébé ne revînt à la cour. Les larmes d'Ilérie et sa menace de s'empoisonner achevèrent de bouleverser le prince. Tandis que la date de son mariage approchait, il décida de tout quitter pour s'enfuir en catimini avec Ilérie.
Le désespoir d'Hébé finit par toucher la fée Anguillette. Dans sa sollicitude, elle mit à la disposition de la princesse un vaisseau qui devait l'emmener dans un lieu salvateur où elle pourrait oublier son méchef frénétique. Cependant la mise en garde fut sérieuse : si un jour elle recherchait la présence d'Atimir, ce serait au tribut de sa vie. La princesse Hébé accosta alors sur l'île Paisible, et retrouva enfin la sérénité. Le prince de cette île, sensible à sa beauté, devint son mari, sur ordre d'Anguillette.
Mais en apprenant qu'Ilérie et Atimir étaient à la cour pour demander au roi son consentement à leur union, la princesse Hébé souhaita y aller pour revoir ses parents. Le prince de l'île Paisible finit par accepter le voyage, malgré les alertes de la fée. À la vue d'Hébé, l'inconstant Atimir sentit aussitôt la passion se rallumer dans son cœur. Il fut victorieux du prince de l'île Paisible lors d'une course de chevaux, mais ce dernier, ne voulant pas rester sur cette défaite, proposa à son rival un duel à l'épée.
On les retrouva tous deux à l'aurore, gisant à terre et enferrés de part en part. À cette vue, Hébé s'éventra avec l'épée d'Atimir. La fée Anguillette ramena alors sur l'île Paisible le prince, qui n'était finalement qu'évanoui, et métamorphosa en arbres les corps des deux amants. Ainsi Hébé et Atimir devinrent des charmes, en mémoire de leur beauté.

## Brève analyse du conte

### Un conte romanesque etprécieux
Le lecteur pourrait croire reconnaître le conte-type no 554 de la classification Aarne-Thompson, celui bien connu des « animaux reconnaissants ». Mais comme à son habitude, Madame de Murat abandonne très vite les éléments folkloriques pour dériver vers des développements romanesques, dès lors que l'harmonie engendrée par le choix de l'esprit par la princesse se trouve ainsi remise en cause par le désir de connaître l'amour. L'avertissement de la fée fonctionne comme une prolepse, et très vite la tonalité du conte change pour devenir tragique : jalousie, chantage au suicide, larmes, trahisons, trépas et occisions s'enchaînent.
La composition d’Anguillette révèle bien la démarche des auteurs mondains : réutiliser des sujets folkloriques dans le seul but de s'en démarquer et surprendre le lecteur. Il ne s'agit plus de récompenser la vertu ou la compassion, comme on le voit dans Les Fées de Charles Perrault, mais de proposer une réflexion sur la thématique amoureuse, en lien avec le débat précieux sur la hiérarchie des valeurs, quitte à retourner la structure du conte et à le faire évoluer vers la nouvelle tragique.

### Passion contre Raison
Anguillette est un conte d'avertissement contre la passion amoureuse qualifiée de façon très péjorative : « passion fatale » qui subsiste malgré la frivolité d'Atimir. Le conte s'inscrit alors dans la tradition du roman précieux, Jacques Barchilon rapprochant même le couple formé d'Hébé et d'Atimir à celui composé de Clèves et de Nemours dans La Princesse de Clèves de Marie-Madeleine de La Fayette.
C'est le chemin de la raison que la fée Anguillette propose à Hébé. En rejoignant une île capable de « guérir les passions malheureuses ». Une nouvelle contrée dans la « géographie amoureuse » vient de naître, mais un lieu qui se définit négativement à l'amour, synonyme d'ataraxie.
Mais, dans Anguillette, c'est finalement l'ivresse amoureuse qui l'emporte sur la raison et conduit au destin funeste. Toutefois, cette fin malheureuse, qui rappelle Le Nain jaune de Marie-Catherine d'Aulnoy, n'apporte pas seulement un bonheur éternel dans la mort aux amants, elle est significative d'une inclination de l'héroïne qui n'a pas pu suivre la voie toute tracée par la fée en lui offrant le parti idéal. Se pose alors une question audacieuse pour l'époque et tout à fait moderne à propos de l'amour : plaisir passionnel ou tendresse ataraxique ?

## Œuvre en ligne
- Le cabinet des fées, Amsterdam, Estienne ROGERn, 1717 (lire en ligne), p. 203